# Spaniocercoides foxi
Spaniocercoides foxi is een steenvlieg uit de familie Notonemouridae. De wetenschappelijke naam van de soort is voor het eerst geldig gepubliceerd in 1984 door McLellan.